# Fiodor Woronkow
Fiodor Woronkow (ros. Федор Воронков; ur. 10 grudnia 1995) – rosyjski siatkarz, reprezentant Rosji, grający na pozycji przyjmującego.

## Sukcesy klubowe
Klubowe Mistrzostwa Świata:
- 2019

Puchar Rosji:
- 2019

Mistrzostwo Rosji:
- 2020

Superpuchar Rosji:
- 2020

## Sukcesy reprezentacyjne
Mistrzostwa Świata U-23:
- 2017

Liga Narodów:
- 2019